# فولكستون إنفيكتا
فولكستون إنفيكتا (بالإنجليزية: .Folkestone Invicta F.C)‏ هو نادٍ لكرة القدم يقع مقره في فولكستون، كنت، بإنجلترا.